# Юго-Западный регион (Болгария)
Юго-Западный регион планирования (болг. Югозападен район за планиране) — один из шести регионов планирования Болгарии. В состав региона входят пять областей: Благоевградская, Кюстендилская, Перникская, Софийская и столичная область София-град. Площадь региона составляет 20 301 км², численность населения — 2 024 404 человек согласно переписи населения 2021 года. Крупнейшим городом и экономическим центром является столица страны — София.

## Географическое положение
Регион расположен в юго-западной части страны и граничит с Сербией на северо-западе, Республикой Северная Македония на западе и Грецией на юге. По территории региона проходят важные международные и национальный маршруты, например, из Центральной Европы через Белград, Ниш и Софию в Азию или часть Панъевропейского транспортного коридора IV от дунайских портов Лома и Видина Северо-Западного региона Болгарии через Петроханский перевал и Искырское ущелье в Софию и, далее, в Салоники в Греции. Планируется строительство железной дороги между Куманово (Северная Македония) и Гюешево (Болгария) для прямого транспортного соединения столиц двух стран, а также побережий Адриатического и Чёрного морей в рамках Панъевропейского транспортного коридора VIII.

## Социально-экономическая ситуация
Юго-Западный регион является наиболее развитым в Болгарии. На 2021 год в нём производилось более половины национального ВВП. Преимущество Юго-Западного региона обусловлено наличием столицы с органами государственного управления, финансовыми и научно-исследовательскими институтами и отделениями международных организаций, благодаря чему в нём сконцентрирована основная часть иностранных инвестиций. По сравнению с другими территориями страны в Юго-Западном регионе более развита сфера услуг, средние и малые предприятия больше фокусируются на экономике знаний и информационных технологиях, более высокими темпами развивается электронное взаимодействие жителей с органами власти, ниже количество людей NEET (молодых людей, которые не работают и не учатся). Юго-Западный регион — единственный из шести регионов Болгарии, в котором доход на душу населения выше национального среднего, причём в период 2006—2016 годов региональный дисбаланс только увеличивался.